# Sebesér
Sebesér (1886-ig Bisztra, szlovákul: Bystrá) község Szlovákiában, a Besztercebányai kerületben, a Breznóbányai járásban.

## Fekvése
Breznóbányától 15 km-re északnyugatra fekszik.

## Története
Neve a szláv bistrá (= gyors) melléknévből ered. A falu 1546 körül Felsőszabadi határában keletkezett. Első írásos említése 1563-ból származik „Wistra” alakban. 1673-ban „Bistra” néven említik. A 16.-17. században határában aranyat, ezüstöt bányásztak. Lakói a bányászat mellett, favágással, szénégetéssel foglalkoztak. A 18.-19. században vaskohó működött a határában, melyben a környéken kitermelt vasércet dolgozták fel. 1828-ban 23 házában 199 lakos élt. 1848-ig a bányakamarához tartozó bányásztelepülés volt.
Fényes Elek 1851-ben kiadott geográfiai szótárában így ír a faluról: „Bisztra, tót falu, Zólyom vármegyében, Breznóhoz 1/2 órányira: 198 kath. lak. F. u. a kamara. Ut. post. Besztercze.”
A 19. század második felében lakói szinte kivétel nélkül kohászok voltak, többségben a lopéri vasműben dolgoztak. Sebesér 1896-ban lett önálló község. A trianoni diktátumig Zólyom vármegye Breznóbányai járásához tartozott.
1960-ban Vámos községhez csatolták és csak 1990-ben nyerte vissza önállóságát. Mára egyre inkább üdülőfalu jelleget ölt.

## Népessége
| Év:            | 1994. | 2004.    | 2014.  | 2024.    |
| -------------- | ----- | -------- | ------ | -------- |
| Emberek száma: | 231   | 200      | 193    | 152      |
| Eltérés:       |       | -13,41 % | -3,5 % | -21,24 % |

| Év:            | 2023. | 2024.   |
| -------------- | ----- | ------- |
| Emberek száma: | 148   | 152     |
| Eltérés:       |       | +2,70 % |

1910-ben 266, túlnyomórészt szlovák anyanyelvű lakosa volt.
2001-ben 201 lakosából 189 szlovák volt.
2011-ben 203 lakosából 182 szlovák volt.

## Neves személyek
- Itt született 1841-ben Samuel Jaroslav Zachej(wd) szlovák újságíró, pedagógus.[4]
- Itt született 1912-ben František Švantner szlovák regényíró. A naturizmus kiemelkedő képviselője a szlovák irodalomban.
- Itt született 1940-ben Marián Kováčik(wd) szlovák költő, író.

## Nevezetességei
- Szent Borbála tiszteletére szentelt, 1816-ban épített kápolnája.
- A község az Alacsony-Tátra Nemzeti Park területén fekszik. Jelentős szállás- és éttermi kapacitással, sífelvonókkal rendelkezik.
- A határában fekvő Bisztra-völgyben található az Alacsony-Tátra egyik leglátogatottabb turistaközpontja.
- A községtől délnyugatra található Sebeséri-barlangot 1973-ban védett természetvédelmi objektummá nyilvánították. A Bisztra-patak által kimosott, helyenként cseppkövekkel díszített barlang hossza mintegy 1 km, ebből 1968-óta 475 m látogatható.